# Воздвиженская (Оренбургская губерния)
Воздвиженская (основана 14 сентября 1742 г. как Воздвиженская крепость) — бывшая станица Первого (Оренбургского) военного отдела Оренбургского казачьего войска основана наместником Иваном Неплюевым 14 (26) сентября 1742 года в праздник Воздвижения Честного и Животворящего Креста Господня, между правою стороной старолинейного почтового тракта из Орска в Оренбург и левою течения реки Сакмары.

## Основание
При основании наместником Иваном Неплюевым к выведенным из Алексеевской крепости немногочисленным Алексеевским казакам в Воздвиженскую крепость поселили три роты драгун Шешминского полка и одну роту солдат Александровского полка из состава Закамской ландмилиции. В 1768 году из Казанского края сюда прислали ногайских татар — «салтанаульских ногаев». Ногайцы приехали на своих подводах в количестве 110 семейств во главе с Мурзой Мизамом. Кроме ногайцев переселялись также татары из населенных пунктов Икского устья. Жившие в Воздвиженской казаки отличались богатым и разнообразным фольклором, высоким уровнем грамотности. Среди устного творчества можно выделить героические сказы восхваляющие подвиги героев во время походов на турок, героев участников борьбы с Хивой. Основные герои — это десять братьев казаков во главе с Гугнарем и их отцом Бурей. Дома имелась традиция ведения библиотек, в основном религиозной литературы. В самой станице и посёлках был сильно развит промысел вязки оренбургских платков ручной работы

## Патронимы
Ниже приведён список коренных фамилий патронимий Воздвиженской крепости на конец XVIII века по метрикам и послужным спискам (до начала массовой колонизации края в первой половине 19 века). Все они считались староказачьими и отчасти являются родственными друг другу по происхождению и вследствие породнения разных групп переселенцев первой половины XVIII века. К станице Воздвиженской-поселок Новочеркасский относились семьи: Шивцовы, Кучеровы, Чеботарёвы, Кравцовы, Бобряшевы, Сотниковы, Арбузовы, Поповы, Помилуйковы, Стародубцевы, Красновы, Мирошниковы, Гребарёвы, Улькины, Лисаченковы, Погребняковы, Ширины, Макаровы, Золотухины, Быковы, Михеевы. К патронимам поселка Александровский: Черняковы, Варавины, Макаровы, Калетин, Флоровы, Астанковы, Зюковы. Единственные крестьяне, встречающиеся в метриках того времени — это выходцы из 2-й Усергайской волости крестьяне Полтарабатько.

## ВосстаниеЕмельяна Пугачева
4 октября 1773 года отряды Пугачева заняли Пречистенскую крепость и казачий гарнизон крепости Воздвиженской перебрался в более укрепленную Верхнеозерную станицу, где участвовал в её обороне от нападений повстанцев, в частности, в отражении приступов отрядов Емельяна Пугачева и Афанасия Соколова-Хлопуши во второй половине ноября. В апреле в Воздвиженской крепости были расквартированы команды подполковников Степана Наумова и Ивана Тимашева, которые там стояли до поздней осени 1774 года и совершали рейды в охваченные восстанием волости и селения Исетской и Уфимской провинций. В июне 1774 года генералом Фрейманом, для усиления отряда Тимашева, был направлен отряд из чугуевских казаков, изюмских гусар и егерей, под командованием капитана К. Краевича с приказом о преследовании башкир, скрывающихся в Уральских горах. Воздвиженская крепость упоминается в архивных заготовках Александра Сергеевича Пушкина к «Истории Пугачева».,

## Конец XIX века
С 1895 года под руководством наказного атамана Владимира Ершова в Оренбургском Войске началась активная агитация среди казаков за переселение на отошедшие в 1858 году после заключения Айгунского договора с Китаем малозаселенные территории Уссурийского края. Переселенцы не только освобождались на несколько лет от всяческих повинностей и обеспечивались крупными земельными наделами, но и получали большие безвозвратные ссуды, которые шли на перевозку семей и их груза, кормовое довольствие, годовой провиант и 600 рублей каждой семье на обзаведение, с выделением к этой суммы в пособие 50 рублей на лошадь каждому строевому казаку, вне зависимости числа их в семье. Многие семейства со станицы Воздвиженской участвовали в этой программе переселения в конце 1890-х годов на Дальний Восток и в освоении Уссурийского края. Несмотря на то, что призыв о переселении казачье население ОКВ восприняло с энтузиазмом, а особенно в малоземельных станицах 1-го отдела, право на него было решено предоставить лишь природным казакам, из староказачьих семей, а не приписным. Казаки станицы Воздвиженской активно участвовали в Туркестанских походах и линейной службе, что тоже являлось важным критерием отбора переселенцев. Тем более что интересы воздвиженцев в этом поддерживали семьи казачьих помещиков Шивцовых и Кравцовых, а также епископ Оренбургский Макарий.
Во время переселения первой части оренбургских колонистов на пароходе Доброфлота «Москва», в ходе сорокаоднодневного плавания по маршруту: Одесса — Дарданеллы — Порт-Саид — Суэц — Баб-эль-Мандебский пролив — Аден — Аденский залив — Индийский океан — Малаккский пролив — остров Суматра — Сингапур — Гонконг — крепость Владивосток, умерло 72 человека, в основном дети и 16 девушек. От дифтерита умерли 4 ребёнка. Большим счастье стала сыворотка, которой пароходный врач вакцинировал детей во время плавания.
На новом месте переселенцами были основаны посёлки и станицы: поселок Гленовский в Казакевичевском станичном округе; Чичаговский в Донском округе; поселок Ново-Николаевский в Платоно-Александровском станичном округе; станица Гродековская (Гродеково) и поселки Сергиевский, Духовской и Барабаш-Левада в Полтавском станичном округе.

## В XX веке
В конце XIX века территория компактного проживания Воздвиженских казаков включала станицы Воздвиженскую и Оренбургскую, посёлки: Воздвиженский, Новочеркасский, Александровский, Жёлтый, Шишминский, Кондуровский (на реке Сакмаре), а также станция Саракташ, построенная в 1913 году на паевых землях казаков, служивших в Островной крепости.

## Разрушение
Станица вместе с посёлками была полностью сожжена в мае 1918 года карательными подразделениями красной гвардии. Возникшее на новом месте село Воздвиженка Саракташского района было образовано переселенцами с Украины в 1921 году и сегодня входит в черту посёлка Саракташ.

## Численность населения
В 1890 году сама станица насчитывала 1820 жителей, накануне Первой Мировой Войны население станицы с посёлками насчитывало свыше девяти с половиной тысяч человек (Всего дворов — 1665, в том числе казачьих — 1600, население — 9517 чел. хуторов разночинцев 5).
В станице была православная Крестовоздвиженская церковь, построенная в 1862 году, 2 мечети, 2 школы и 4 лавки, а в посёлке Новочеркассы построенная в 1846 г. Казанско-Богородицкая церковь, взорванная при обстреле и разобранная в 30-е годы XX века.

## Известные уроженцы
- Шивцов, Иван Ильич — полковник, атаман ст. Воздвиженской (11.03.1892 — 11.09.1895), делегат чрезв. ВК ОКВ (09-10.1917), член комиссии по продовольствию, назначен руководителем следственной комиссии (1918).
- Шивцов, Сергей Иванович — есаул, сын полковника Ивана Шивцова. Участник ПМВ. Посмертно награждён орденом св. Георгия 4-й степени.
- Пудовкин, Петр Дмитриевич — хорунжий, полный Георгиевский кавалер, в Гражданскую войну в Белом движении, воевал в Красногорском партизанском отряде есаула Разумника Степанова.
- Каргаполов, Парфирий Антонович — из потомств. дворян ст. Таналыкской 2-го ВО ОКВ. Отец — есаул Антон Каргаполов — атаман ст. Воздвиженской.

## Почётные казаки станицы
- Сухомлинов, Николай Александрович (27.07.1850-1918) — русский военный и политический деятель, из дворян Волынской губ., оренбургский губернатор и бывший наказной атаман Оренбургского казачьего войска. Генерал-лейтенант. Брат воен. министра России В. А. Сухомлинова.